# Grand Prix Izola 2017
La 4e édition du Grand Prix Izola a eu lieu le 26 février 2017. Elle fait partie du calendrier UCI Europe Tour 2017 en catégorie 1.2. La course est remportée par l'Italien Filippo Fortin (Tirol).

## Présentation

### Équipes
| Équipes continentales (16)- Tirol - Amplatz-BMC - Unieuro Trevigiani-Hemus 1896 - WSA-Greenlife - Synergy Baku Project - Felbermayr Simplon Wels - Adria Mobil - Sangemini-MG.Kvis - Meridiana Kamen - Amore & Vita-Selle SMP-Fondriest - Vorarlberg - Elkov-Author - Torku Şekerspor - Rog-Ljubljana - Hrinkow Advarics Cycleang - Minsk Cycling Club |
| |

## Classements

### Classement final
La course est remportée par l'Italien Filippo Fortin (Tirol).
| \| Classement général \| Classement général \| Classement général \| Classement général \| Classement général \| \| Coureur \| Coureur \| Pays \| Équipe \| Temps \| \| ------------------ \| ------------------ \| ------------------ \| ----------------------------- \| ------------------ \| \| 1er \| Filippo Fortin \| Italie \| Tirol Cycling Team \| 3 h 49 min 23 s \| \| 2e \| Marko Kump \| Slovénie \| UAE Team Emirates \| + 0 s \| \| 3e \| Matej Mugerli \| Slovénie \| Amplatz-BMC \| + 0 s \| \| 4e \| Daniel Viejo \| Espagne \| Unieuro Trevigiani-Hemus 1896 \| + 0 s \| \| 5e \| Lukas Schlemmer \| Autriche \| Felbermayr Simplon Wels \| + 0 s \| \| 6e \| Josip Rumac \| Croatie \| Synergy Baku Cycling Project \| + 0 s \| \| 7e \| Stephan Rabitsch \| Autriche \| Felbermayr Simplon Wels \| + 0 s \| \| 8e \| Gašper Katrašnik \| Slovénie \| Adria Mobil \| + 0 s \| \| 9e \| Paolo Totò \| Italie \| Sangemini-MG.Kvis \| + 0 s \| \| 10e \| Davide Mucelli \| Italie \| Meridiana Kamen \| + 0 s \| |                  |          |                               |                 |
| |                  |          |                               |                 |
| Sources : ProCyclingStats Cycling Quotient Cycling Archives |                  |          |                               |                 |
| Classement général |                  |          |                               |                 |
| Coureur | Coureur          | Pays     | Équipe                        | Temps           |
| 1er | Filippo Fortin   | Italie   | Tirol Cycling Team            | 3 h 49 min 23 s |
| 2e | Marko Kump       | Slovénie | UAE Team Emirates             | + 0 s           |
| 3e | Matej Mugerli    | Slovénie | Amplatz-BMC                   | + 0 s           |
| 4e | Daniel Viejo     | Espagne  | Unieuro Trevigiani-Hemus 1896 | + 0 s           |
| 5e | Lukas Schlemmer  | Autriche | Felbermayr Simplon Wels       | + 0 s           |
| 6e | Josip Rumac      | Croatie  | Synergy Baku Cycling Project  | + 0 s           |
| 7e | Stephan Rabitsch | Autriche | Felbermayr Simplon Wels       | + 0 s           |
| 8e | Gašper Katrašnik | Slovénie | Adria Mobil                   | + 0 s           |
| 9e | Paolo Totò       | Italie   | Sangemini-MG.Kvis             | + 0 s           |
| 10e | Davide Mucelli   | Italie   | Meridiana Kamen               | + 0 s           |